# Grande synagogue de Florence
La grande synagogue de Florence (en italien : Tempio Maggiore Israelitico) est une synagogue située via Farini, dans le centre historique de Florence. Sa coupole en cuivre vert fait partie intégrante du panorama de la ville.

## Histoire

### La communauté juive florentine
La communauté juive de Florence n'est pas très nombreuse, environ deux mille personnes, mais elle est très ancienne, puisqu'elle remonte à l'époque romaine. Cette petite communauté s'est d'abord établie dans le faubourg de l'Oltrarno, sur la berge gauche du fleuve Arno et hors des murailles de la ville. Les premières traces remontent au XIIIe siècle, quand une synagogue est construite dans l'actuelle rue de Ramaglianti, à Oltrarno près de Borgo San Jacopo. La rue d'ailleurs s'appelait la rue de Judée.  
Mais la communauté ne s'accroît que sous les Médicis et plus particulièrement sous Cosme l'Ancien qui signe une concession en 1437 à la communauté pour une banque de prêt. Ainsi protégés dans l'exercice de leurs métiers, des prêteurs et des banquiers arrivent alors de Pise, de Rieti, de Tivoli, et même d'Espagne et du Portugal.  
Malgré cet accord, Cosme Ier leur retire la liberté de s'installer dans la ville et les contraint à vivre dans le ghetto situé où se trouve aujourd'hui la Piazza della Repubblica. Pendant l'Inquisition, Cosme III promulgue un décret interdisant aux chrétiens de travailler pour les Juifs. L'ouverture du ghetto ne remonte qu'à 1848, quand l'excommunication de l'État italien par le pape Pie IX crée un climat plus tolérant pour les minorités religieuses.
De 1777 à 1870, la communauté enterre ses morts au cimetière juif monumental de Florence.

### La nouvelle synagogue

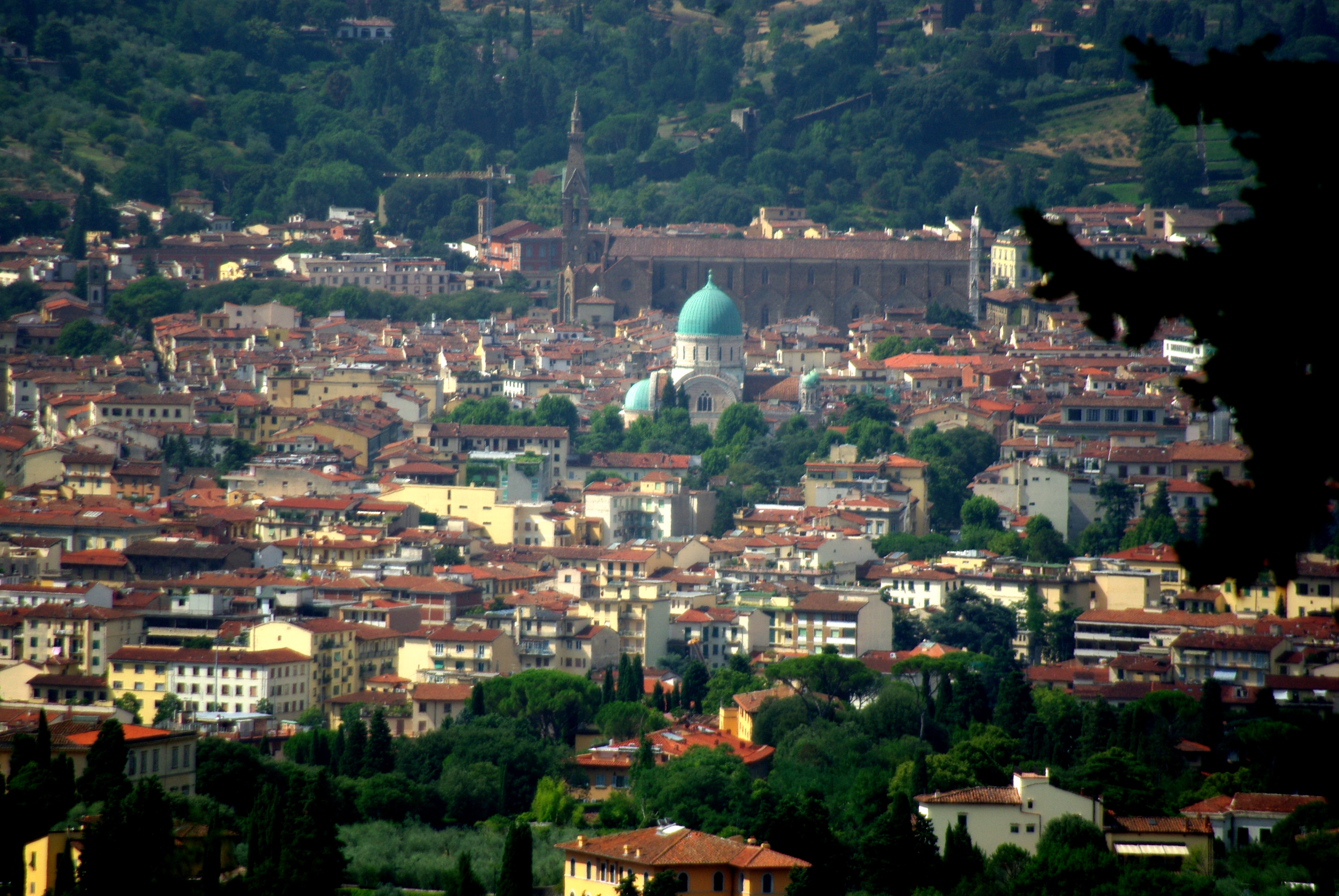
La grande synagogue de Florence vue de Fiesole.

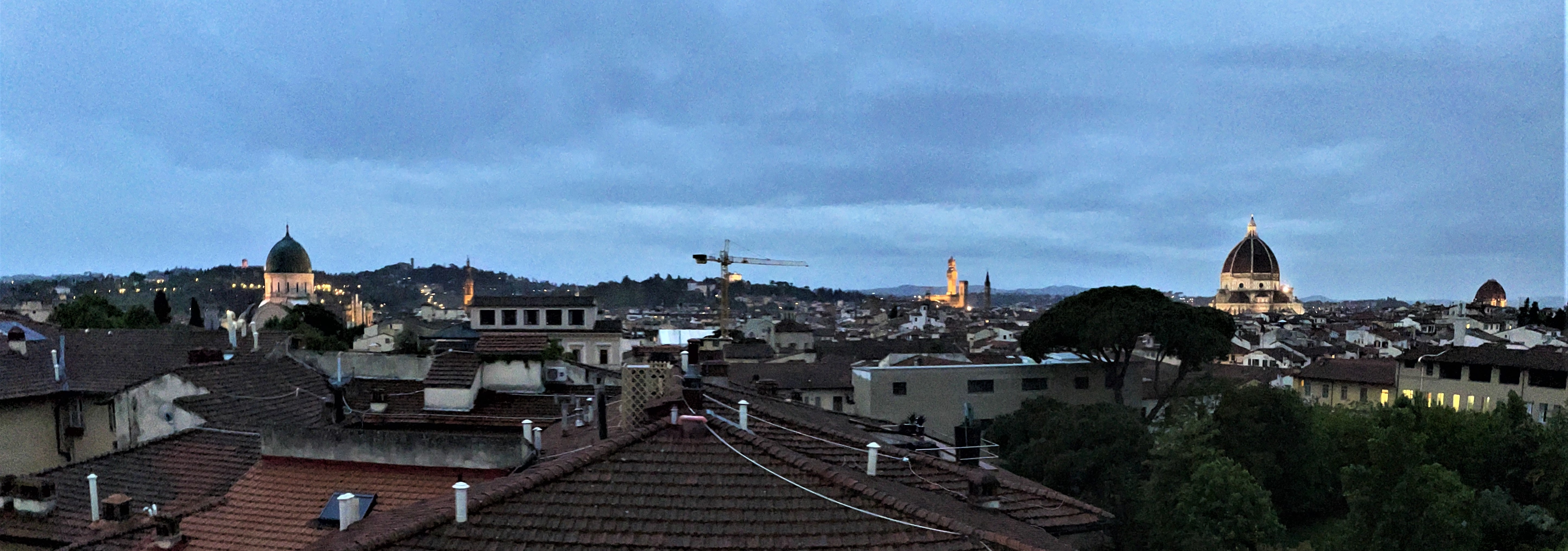
De droite à gauche, la basilique San Lorenzo, le Duomo, le Palazzo Vecchio et la Grande Synagogue

En 1868, David Levi, président de l'Université Israélite, fait don par testament de ses biens pour la réalisation d'une nouvelle synagogue à Florence « digne de la ville ». La communauté fait alors l'acquisition d'un terrain dans les alentours du nouveau quartier de Mattonaia et de la Place d'Azeglio. En 1874, un concours d'architectes est organisé par la communauté et la construction de la plus grande synagogue de l'époque va durer huit ans, de 1874 à 1882, basée sur les plans des architectes Marco Treves, Mariano Falcini et Vincenzo Micheli, pour la somme considérable à l'époque d'un million de lires italiennes. 
Marco Treves, le seul juif parmi les trois architectes, est considéré comme l'inspirateur du style de la synagogue. Il se serait inspiré de l'église Sainte-Sophie de Constantinople (maintenant Istanbul).  
L'inauguration par le Grand Rabbin de Florence Jacob Maroni a lieu le 24 octobre 1882, en la présence d'un très grand nombre de notables de la ville. Cette synagogue fait partie des synagogues dites « de l'émancipation » liée à la période historique du laïcisme national après l'occupation de Rome par les troupes de Victor-Emmanuel II en 1870 et l'excommunication du royaume d'Italie par le Pape Pie IX. L'influence du catholicisme dans la vie publique diminue alors fortement.

### Au XXe siècle
Les portes de l'Arche sainte devant laquelle est allumée le Ner Tamid, la lampe éternelle, portent encore les signes de profanation provenant des coups de baïonnette donnés par les fascistes qui tentèrent de les arracher.
Pendant l'occupation nazie, la synagogue est utilisée comme garage, puis minée par les Allemands en fuite. Heureusement, l'explosion ne se produit pas et la synagogue est sauvée. Les noms des 284 juifs résidents de Florence tués par les nazis lors de la Seconde Guerre mondiale, sont gravés sur une grande pierre tombale située dans le jardin de la synagogue. Une pierre tombale plus petite célèbre le souvenir des juifs Florentins tombés lors de la Première Guerre mondiale.  
Une autre plaque commémorative est située dans la gare Santa Maria Novella d'où partaient les trains de déportés juifs vers les camps de concentration.  
Le mobilier, les fresques, la bibliothèque et tous les 90 rouleaux de Torah ont souffert lors des inondations de Florence de 1966. L'ensemble a été restauré grâce aux contributions de nombreuses communautés juives d'Italie et du monde entier.  

## Architecture

### Extérieur
La façade du bâtiment est en travertin blanc et marbre rose. En son centre trône un magnifique dôme en cuivre vert et de chaque côté une tour octogonale surmontée chacune d'une petite coupole aussi en cuivre. L'ensemble est du plus beau style mauresque.
Le bâtiment s'élève au milieu d'un jardin verdoyant, riche en plantes exotiques, fermé par des grilles en fer forgé fabriquées à Sienne. La synagogue entraîne le visiteur dans une atmosphère orientale dépaysante. Dans le jardin se trouve l'école de la communauté. Le dôme central habillé de plaques de cuivre, s'élève sur un haut tambour circulaire et est visible de loin au-dessus de la ville.  

### Intérieur
L'intérieur de la synagogue, inondé d'une lumière dorée, est entièrement recouvert de motifs décoratifs peints par Giovanni Panti, un artiste local, avec des arabesques rouges et bleues, rehaussées à l'origine d'or. Ils entourent la partie centrale de la salle et les galeries supérieures fermées par des grilles en fer forgé et ornées de Menorah, le chandeliers à sept branches, dont les modèles furent dessinés par Francesco Marini. 
La Bimah est sur une plate-forme surélevée en face de l'Arche sainte. Celle-ci est recouverte de mosaïques et encadrée d'un baldaquin, surmonté des Tables de la Loi, que l'on retrouve aussi au sommet de la façade extérieure de la synagogue.  
Au fond de la nef de droite s'ouvre une porte qui permet d'accéder à un oratoire de rite ashkénaze nommé d'après le rabbin Samuel Zvi Margulies, dans lequel sont situées deux arches.   

Au centre de la synagogue, se trouve au sol une étoile en marbre noir et jaune provenant de la confrérie Mattir Assurim de l'ancien ghetto.

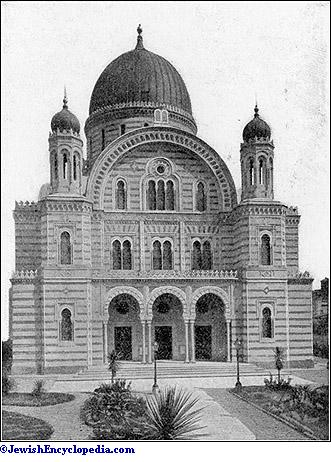
Photo de la grande synagogue prise vers 1900 (Jewish-Encyclopedia)
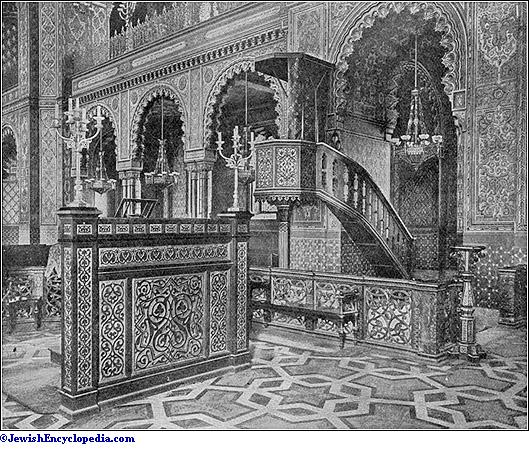
Photo de l'intérieur de la grande synagogue prise vers 1900 (Jewish-Encyclopedia)
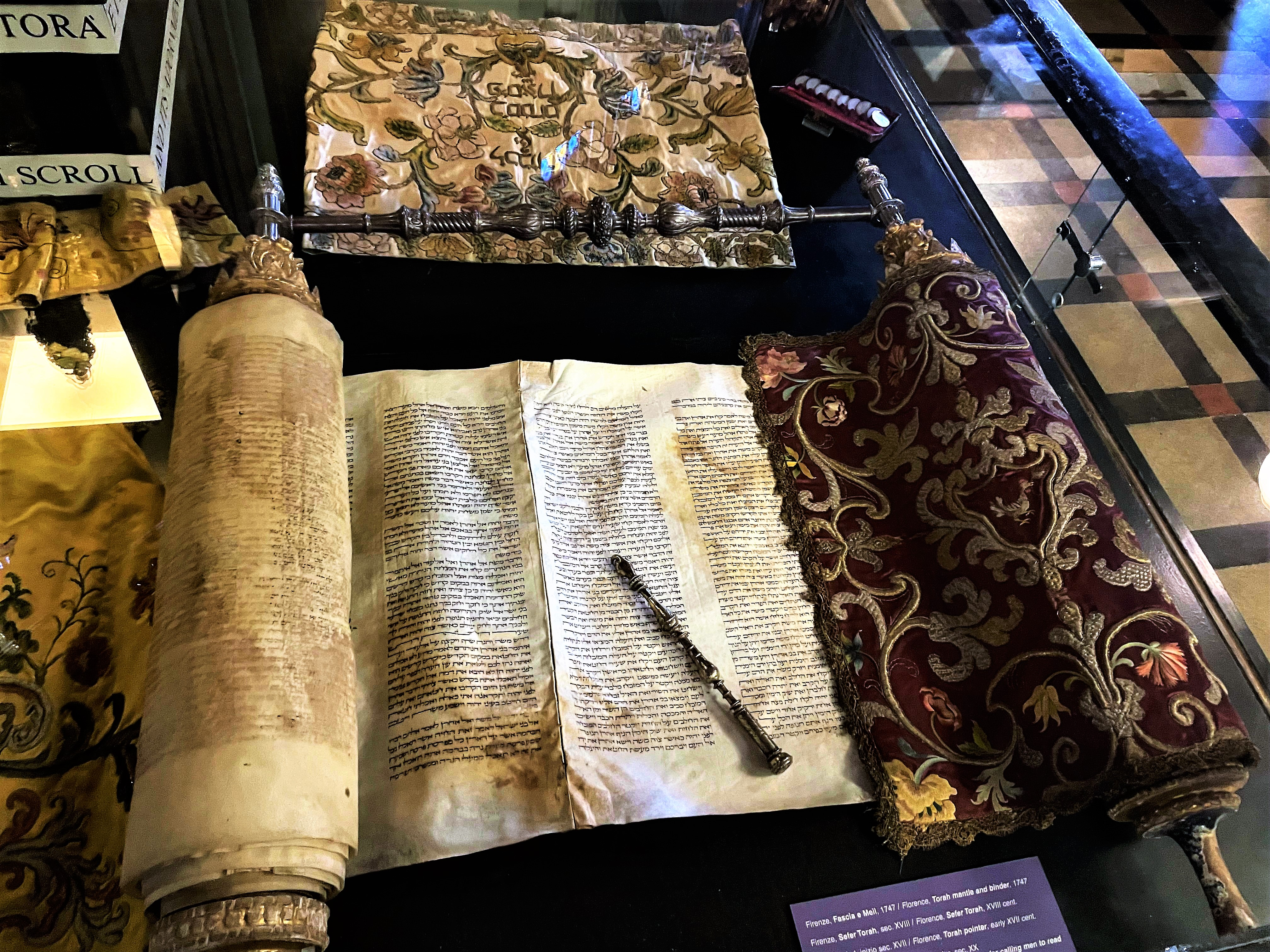
Sefer Torah du XVIIIe siècle de la synagogue de Florence avec yad.Ce Sefer Torah et tous les sefarim de cette synagogue ont été endommagés ou détruits lors des inondations de 1966 à Florence. Ils ne sont plus propres à leur utilisation lors des offices. Ils ont été remplacés.
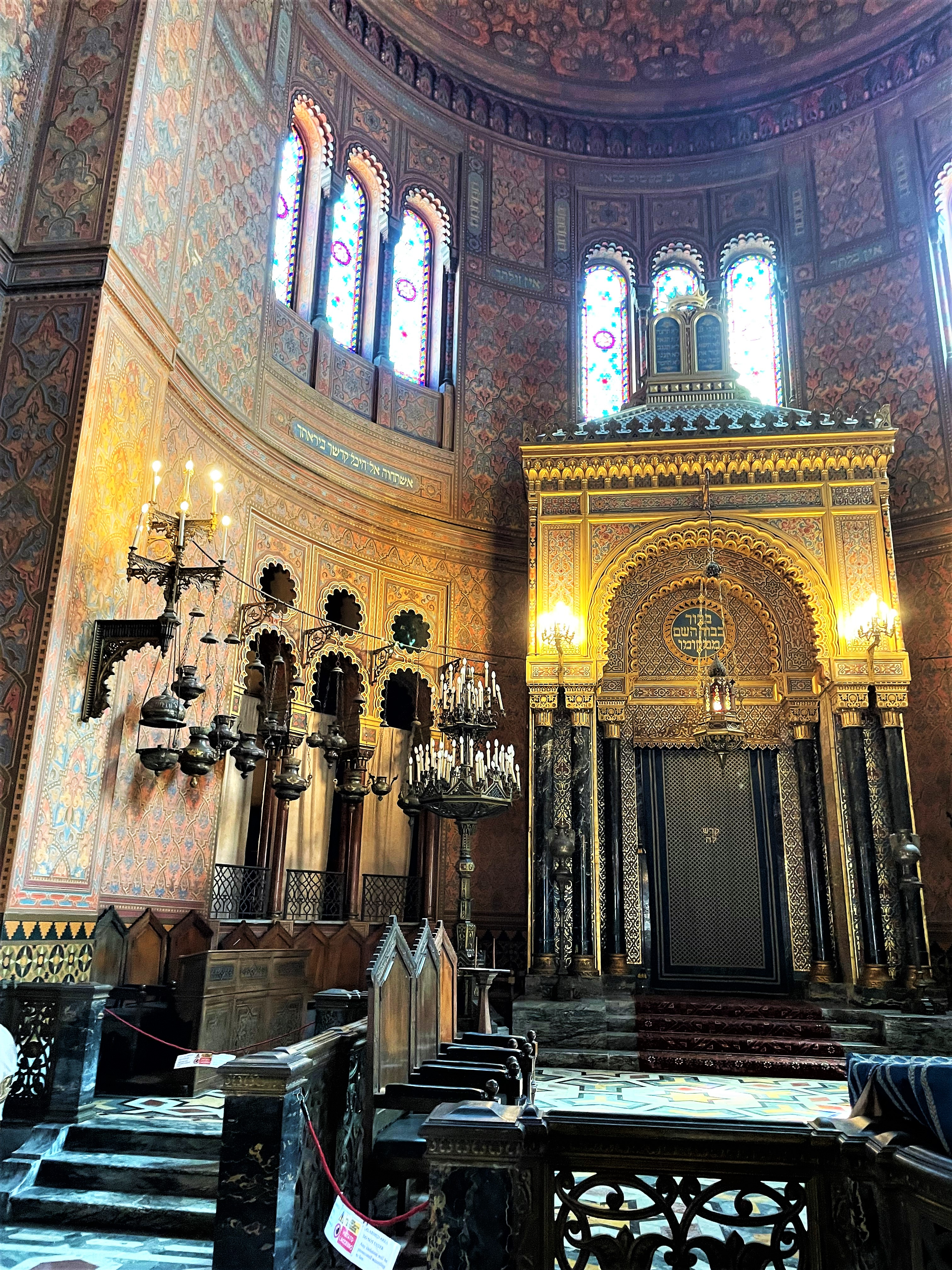
Aron (armoire où sont rangés les sefarim)
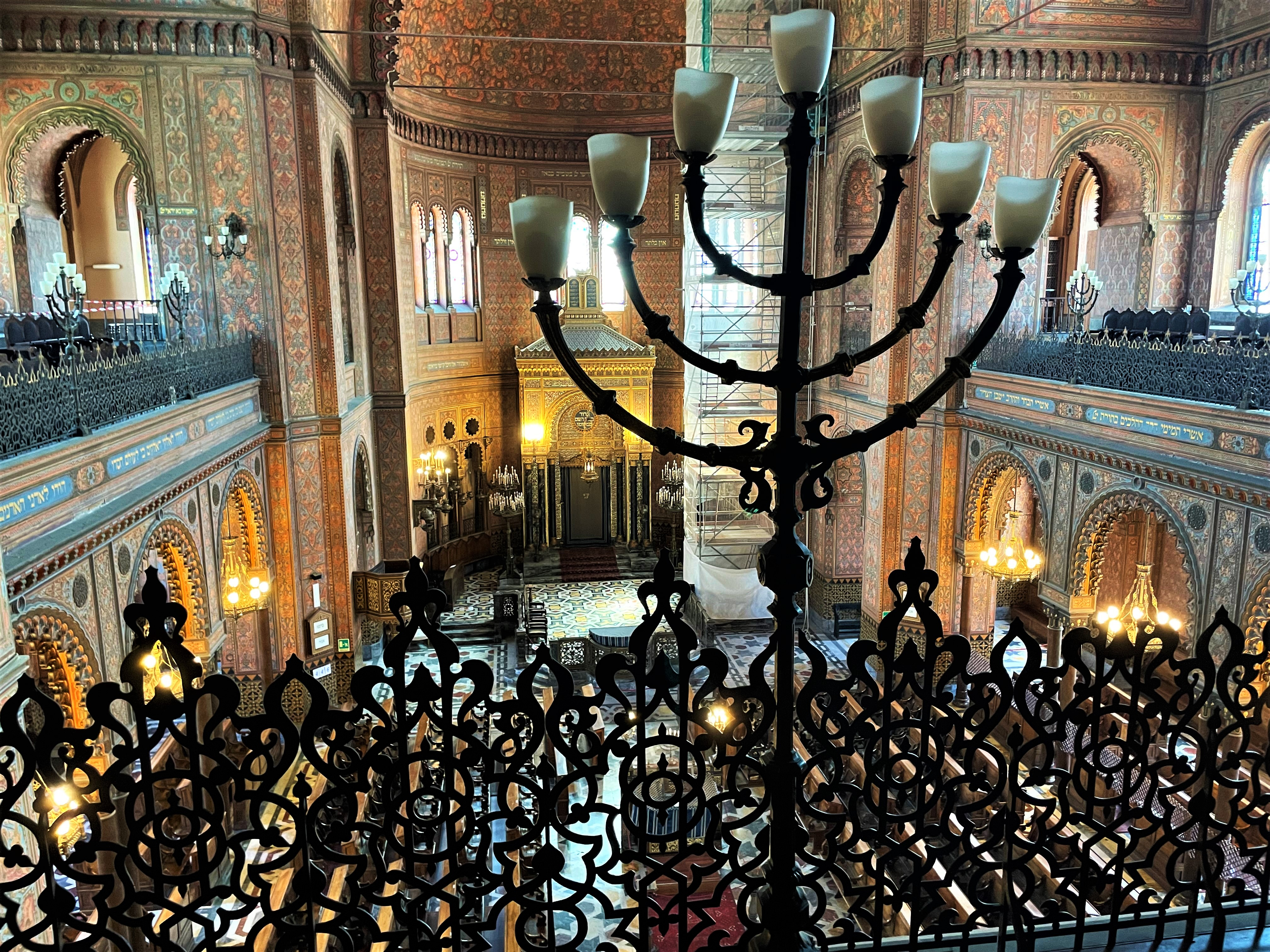
Mekhitsa de la synagogue de Florence
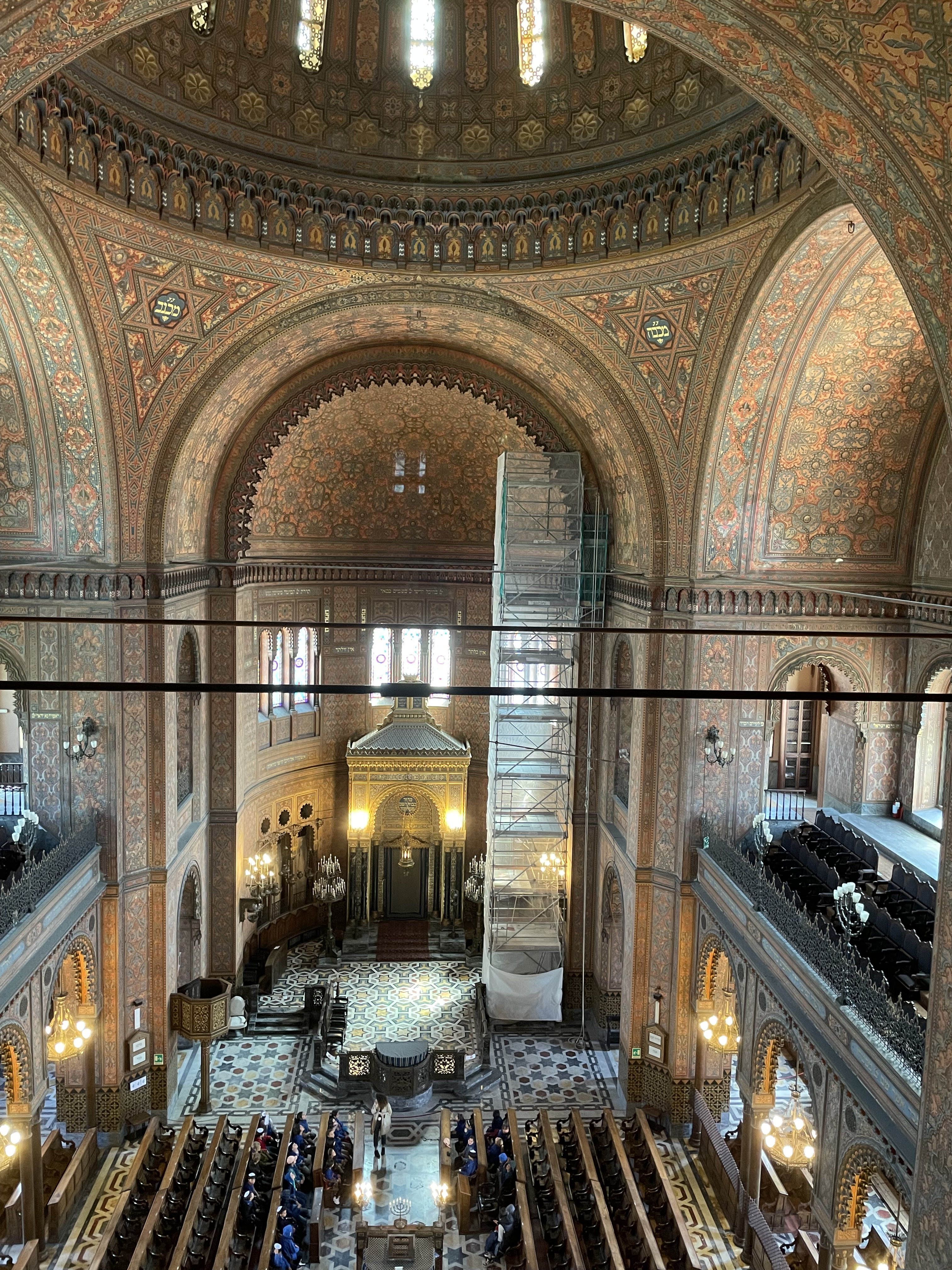
Vue de l'intérieur de la synagogue de Forence

## Le musée
L'histoire de la communauté juive florentine est racontée dans le musée situé au premier étage et fondé en 1981. Il est divisé en deux parties : la première reconstitue l'histoire des Juifs à Florence, avec une maquette précise du vieux ghetto, la seconde présente des objets cérémoniels hébraïques, avec nombreux exemples d'argenterie liturgique et de tissus précieux, dont certains remontent au XVIe siècle.